# Los misterios de Laura
Los misterios de Laura (trad. litt. : « Les Mystères de Laura ») est une série télévisée espagnole en 32 épisodes de 50 minutes créée par Ida y Vuelta Producciones, produite par Boomerang TV et diffusée entre le 27 juillet 2009 et le 4 avril 2014 sur La 1.
La série est inédite dans tous les pays francophones.

## Synopsis
La série continue la tradition des séries comme Arabesque ou Columbo, de la même manière elle montre des éléments des romans de mystère d'Agatha Christie, mélangés avec la vie personnelle et sentimentale de la protagoniste, l'inspecteur Laura Lebrel, une femme innocente et intuitive qui résout des crimes impossibles en rejetant tous les alibis, si parfaits qu'ils paraissent.

## Distribution
- María Pujalte : Laura Lebrel del Bosque
- Fernando Guillén Cuervo : Jacobo Salgado Sexto, chef du Commissariat
- Oriol Tarrasón : Martín Maresca, équipier de l'inspecteur Lebrel
- César Camino (es) : Vicente Cuevas, novice au Commissariat
- Laura Pamplona (es) : Lydia Martínez, inspecteur, rivale de Lebrel
- Eva Santolaria : Maite Villanueva, amie et voisine de Lebrel (saison 1 et 3)
- Elena Irureta (es) : Victoria Conde, voisine et propriétaire du bistrot d'en bas (saison 1)
- Juan del Pozo : Carlos Salgado Lebrel, fils de Lebrel, jumeau de Javier
- Raúl del Pozo : Javier Salgado Lebrel, fils de Lebrel, jumeau de Carlos
- Beatriz Carvajal : Maribel del Bosque, mère de Laura (depuis saison 2)
- Cristina Peña (es) : Verónica Lebrel del Bosque (depuis saison 2)
- Lydia Bosch (es) : Natalia Palazón, amie de Laura (saison 3)

## Épisodes

### Première saison (2009)
1. Titre français inconnu (El misterio de la habitación sellada)
2. Titre français inconnu (El misterio del vecindario perfecto)
3. Titre français inconnu (El misterio de la coartada perfecta)
4. Titre français inconnu (El misterio de la escena del crimen)
5. Titre français inconnu (El misterio del loro azul)
6. Titre français inconnu (El misterio del cadáver anunciado)

### Deuxième saison (2011)
1. Titre français inconnu (El misterio del hombre que calló para siempre)
2. Titre français inconnu (El Misterio del club diógenes)
3. Titre français inconnu (El misterio del hombre que nunca existió)
4. Titre français inconnu (El misterio del paciente insatisfecho)
5. Titre français inconnu (El misterio del hombre que no quería morir)
6. Titre français inconnu (El misterio de los ocho hombres sin piedad)
7. Titre français inconnu (El misterio del testigo aullador)
8. Titre français inconnu (El misterio del truco imposible)
9. Titre français inconnu (El misterio de la abadía del crimen)
10. Titre français inconnu (El misterio del hombre sin pasado)
11. Titre français inconnu (El misterio de la dama roja)
12. Titre français inconnu (El misterio de los diez desconocidos (1ª parte))
13. Titre français inconnu (El misterio de los diez desconocidos (2ª parte))

### Troisième saison (2014)
Une troisième saison de treize épisodes a été diffusée à partir de janvier 2014.
1. Titre français inconnu (El misterio de la habitación 308)
2. Titre français inconnu (El misterio de la cápsula del tiempo)
3. Titre français inconnu (El misterio del invitado inesperado)
4. Titre français inconnu (El misterio de la mujer que sobraba)
5. Titre français inconnu (El misterio del pasajero preocupado)
6. Titre français inconnu (El misterio del asesino invisible)
7. Titre français inconnu (El misterio del crimen del siglo)
8. Titre français inconnu (El misterio del fantasma afligido)
9. Titre français inconnu (El misterio del espía que hablaba demasiado)
10. Titre français inconnu (El misterio de los ratones atrapados)
11. Titre français inconnu (El misterio de las caras de la verdad)
12. Titre français inconnu (El misterio del número 17 (1.ª parte))
13. Titre français inconnu (El misterio del número 17 (2.ª parte))

## Personnages
Laura Lebrel : elle est la protagoniste de la série. Sa vie personnelle et professionnelle est chaotique, mais elle arrive à combiner la facette de mère de deux jumeaux et policier parfaitement en utilisant toujours l'intuition comme lien entre ses deux vies. Ce qui surprend en elle, c'est qu'elle ne fait pas attention aux preuves matérielles ou physiques, par contre, elle se centre plutôt sur un rideau décoloré par le soleil ; des cercles de café sur la table ; la température que montre le thermostat de l'air conditionné.
Martín Maresca : collègue de Laura et Jacobo depuis l'académie de police ; il est tout le contraire de Laura, inquiet et impulsif. Après quelques années ensemble, ils sont arrivés à se comprendre parfaitement. Il ne fait pas très attention aux preuves matérielles ou physiques, de même que Laura. C'est un charmeur et il flirte avec toutes les femmes, ce qui est un peu problématique. Les enfants l'appellent « oncle Martín ». 
Jacobo Salgado : il est l'inspecteur chef du Commissariat depuis le départ de Gerardo et l'ex mari de Laura ; honnête et simple, il ne participe pas aux enquêtes sur le terrain avec le couple Laura/Martín, mais dans son bureau. La relation avec Laura et Martín n'est pas très cordiale et il semble que la « vie de bureau » ne va pas non plus être facile pour lui.
Lydia Martínez : sa manière de travailler ne va pas avec celle de Laura, sa méthode de travail est systématique, analytique et scientifique, et elle ne considère pas Laura comme une vraie agent de police, les difficultés avec elle sont évidentes. Ses relations avec les autres collègues ne sont pas différentes. 
Maite Villanueva : elle est la voisine d'en face et l'amie de Laura, elle veut devenir actrice, même si elle ne semble pas être douée à ce sujet. Elle est vue avec beaucoup d'hommes et est la baby sitter de Laura. 
Victoria Conde : voisine de Laura, avec qui elle n'a pas de bonnes relations. Elle se sent attirée par Jacobo, le mari de Laura. 
Vicente Cuevas : agent de première année, il est nerveux et l'une des plus jeunes de l’équipe de Laura, celle-ci joue le rôle de protectrice envers lui. Il veut sortir pour faire travail dans la rue, mais il semble qu'il ne fasse qu'apporter des cafés à ses collègues. 
Carlos et Javier, les jumeaux : les deux enfants de Laura, ils sont des « démons » et ils font les mille coups même à l'école où ils passent la plupart de leur temps.

## Commentaires
La série devait d'abord s'appeler Madres y detectives (Mères et détectives).
Elle a débuté le 27 juillet 2009 avec de bons résultats d'audience, étant leader de la nuit et avec deux points de plus que Les Experts, dans son premier épisode.
La série finit sa première saison le 31 août 2009 avec une moyenne de 2 200 000 téléspectateurs et 16 % d'audience, ce qui permit de la reconduire pour une deuxième saison qui commença lundi 25 avril de 2011, et dont le tournage a eu lieu de juin jusqu'à Noël.

## Adaptation américaine et italienne
La série a été adaptée aux États-Unis par le réseau NBC sous le titre The Mysteries of Laura. Elle a débuté le 17 septembre 2014 et met en vedette Debra Messing dans le rôle principal, devenu Laura Diamond. La version italienne a été adaptée en 2015 sur Canale 5 sous le titre I misteri di Laura avec Carlotta Natoli le commissaire en chef Laura Moretti.